# Italština pro začátečníky
Italština pro začátečníky (v anglickém originále Italian for Beginners) je čtvrtý díl čtvrté série britského sitcomu z prostředí informačních technologií Ajťáci. Poprvé byla epizoda odvysílána 16. července 2010. České premiéry se díl dočkal 16. prosince 2011.

## Synopse
Roy se dozví od své přítelkyně Julie část tragédie, která se stala její rodině. Nesdělí mu ale vše a Royovi záhada vrtá hlavou. Jen se cítí ve firmě ohrožena ambiciózní Lindou a zalže, že umí italsky. Douglas Reynholm ji pozve na schůzku s italským partnerem, kde má Jen dělat překladatelku. Maurice Moss přišel o svůj mobilní telefon.

## Příběh
Roy jde na schůzku se svou novou přítelkyní Julií a bere si sako, což je u něj nezvyklé. Sako je podrobeno kritice Mosse a nelíbí se ani Jen. Julie je v silném citovém rozpoložení a řekne Royovi, že její rodinu v minulosti postihla tragédie. Nechce o tom příliš mluvit a vymáhá od něj slib, že pokud mu to řekne, už se o tom nebudou nikdy bavit. Roy to chápe a slib dá. Julie prozradí, že její rodiče uhořeli v akvaparku během představení s lachtany. Roy je dost překvapen a když se chce zeptat, jak se to stalo, Julie se na něj oboří:
„Už se o tom nechci nikdy bavit!“
Moss si uvědomí, že když si bude dávat mobil do kapsy u košile místo do kapsy u kalhot, může jej bleskově vytáhnout a přijmout hovor, např. od matky. Je spokojen do chvíle, kdy se na záchodě předkloní, aby spláchl. Telefon mu z kapsy vypadne a zmizí v odpadní rouře.
Roy se vrátí do kanceláře zahloubaný. Řekne svým přátelům, jak probíhala schůzka. Když se zmíní o tom, že rodiče Julie uhořeli v akvaparku, není Moss schopen tuto informaci vstřebat i vzhledem k tomu, že o akvaparcích něco ví. Strávil tam kus dětství, je to to poslední místo, kde by mohl vypuknout požár. Roy je zoufalý, je si vědom, že mu Julie neřekne příčinu neštěstí. Na internetu si vyhledá dotyčný akvapark a zjistí, že má 12 východů. V pracovní době si sestaví na stole detailní model akvaparku včetně lachtanů a dumá, jak mohl požár vzniknout.
Během pracovní porady ocení Douglas Reynholm aktivity Lindy a nazve ji skvělou ženou. Linda se krátce po porodu vrhla zpět na firemní kariéru a navíc podporuje charitu virtuálním maratónem, plaváním a cyklistikou, tyto činnosti provádí i před svými kolegy, jimž to stejně jako Douglasi imponuje. Ne tak Jen, která na Lindu nyní žárlí, cítí se odstrčená. Aby oslnila, zalže, že umí italsky, když Douglas Reynholm nadhodí otázku ohledně překladatele. Firma pozvala do Anglie italského top manažera Bernatelliho a chce s ním navázat spolupráci. Moss nainstaluje Jen do laptopu hlasový software - překladač do italštiny, díky čemuž je Jen schopna překládat telefonický hovor Douglase s Bernatellim. 
Moss spatří vysněný iPhone v herně v jednom z automatů na plyšáky (v angl. Claw crane), ze kterých si lze pomocí malého jeřábu vytáhnout plyšovou hračku. Nemá však u sebe žádnou minci. Podaří se mu protáhnout se dovnitř automatu, ale není mu to nic platné, nepohne rukama. Kýženého zisku docílí teprve s asistencí Jen, která jej v herně vyhledá. Scénka připomíná porod, Moss tlačí, aby se pohnul potřebným směrem a Jen jej povzbuzuje. Poté, co se Mossovi podaří protlačit mobil do přepážky, zcela vyčerpán vydechne:
„Je tak krásný!“
Jen přichází na firemní schůzku s podnikatelem Bernatellim a čeká ji nemilé překvapení, Douglas jí zakáže používat laptop. V následné komunikaci překládá věty podle svého a domýšlí si, co chtěl Bernatelli vyjádřit. Samozřejmě se zcela mýlí a překládá často opak. Bernatelli jí vůbec nerozumí, po chvíli se naštve a rozhořčen odchází.
Roy si při pokusech s hořícím modelem akvaparku popálí ruce. Když jej v nemocnici navštíví Julie a zeptá se ho, jak se to stalo, vyštěkne, že o tom nechce mluvit.
Jen se v noci probudí a uvědomí si, že Moss zůstal uvězněný v automatu.

## Obsazení
Vedlejší role v epizodě „Italština pro začátečníky“:
| Herec / herečka    | Hraje      | Role                                                                                 |
| ------------------ | ---------- | ------------------------------------------------------------------------------------ |
| Nathalie Cox       | Julie      | Royova nová přítelkyně                                                               |
| Hermione Gulliford | Linda      | ambiciózní zaměstnankyně Reynholm Industries, konkurentka Jen                        |
| Martino Lazzeri    | Bernatelli | úspěšný italský podnikatel, s nímž chce firma Reynholm Industries navázat spolupráci |